# Qutrit
Um qutrit (ou trit quântico) é uma unidade de informação quântica que é realizado por um sistema quântico descrito por uma sobreposição de três estados quânticos mutuamente ortogonais. O qutrit é análogo ao trit base-3 clássico, assim como o qubit, um sistema quântico descrito por uma superposição de dois estados ortogonais, é análogo ao bit base-2 clássico.

## Representação
Um qutrit possui três estados ou vetores de bases ortonormais, geralmente denotados {\displaystyle |0\rangle }, {\displaystyle |1\rangle }, e {\displaystyle |2\rangle } em Dirac ou notação bra–ket. Eles são usados para descrever o qutrit como um vetor de estado de superposição na forma de uma combinação linear dos três estados de base ortonormal:
{\displaystyle |\psi \rangle =\alpha |0\rangle +\beta |1\rangle +\gamma |2\rangle },
onde os coeficientes são amplitudes de probabilidade complexas, de modo que a soma de seus quadrados seja unidade (normalização):
{\displaystyle |\alpha |^{2}+|\beta |^{2}+|\gamma |^{2}=1\,}
A base ortonormal do qubit declara {\displaystyle \{|0\rangle ,|1\rangle \}} abrange o complexo espaço bidimensional Hilbert {\displaystyle H_{2}}, correspondente ao spin-up e spin-down de uma partícula spin-1/2. Os Qutrits requerem um espaço de Hilbert de maior dimensão, a saber, o tridimensional {\displaystyle H_{3}} medido pela base do qutrit{\displaystyle \{|0\rangle ,|1\rangle ,|2\rangle \}}
, que pode ser realizado por um sistema quântico de três níveis. No entanto, nem todos os sistemas quânticos de três níveis são qutrits.
Uma sequência de n qutrits representa 3n estados diferentes simultaneamente, isto é, um vetor de estado de superposição no espaço Hilbert do complexo 3n dimensional.
Qutrits têm várias características peculiares quando usadas para armazenar informações quânticas. Por exemplo, eles são mais robustos à decoerência sob certas interações ambientais. Na realidade, manipular qutrits diretamente pode ser complicado, e uma maneira de fazer isso é usando um emaranhado com um qubit.